# Saison 2018-2019 du FC Nantes
Maillots
Dernière mise à jour : 1er juin 2019.
Chronologie
Saison précédente Saison suivante
La saison 2018-2019 du FC Nantes est la 76e saison de l'histoire du club nantais. Le club est engagé dans trois compétitions : la Ligue 1 (51e participation), la Coupe de France (76e participation) et la Coupe de la Ligue (25e participation). Cette saison est marquée par le transfert à Cardiff City FC et le décès en vol du buteur de la maison jaune Emiliano Sala (12 buts en Ligue 1).

## Pré-saison
- 7 juin : calendrier de la Ligue 1 dévoilé par la LFP.
- 23 juin : nouveaux maillots dévoilés par New Balance.
- 25 juin : présentation de Miguel Cardoso aux médias.
- 28 juin : reprise de l'entraînement à la Jonelière.
- 4 au 14 juillet : stage de préparation à Annecy.
- 23 au 28 juillet : stage de préparation aux Sables-d'Olonne.
- 11 août : 1er match de Ligue 1.

## Effectif et encadrement

### Transferts
| Nom                 | Nationalité                      | Poste      | Transfert              | Provenance/Destination | Division             | Référence |
| ------------------- | -------------------------------- | ---------- | ---------------------- | ---------------------- | -------------------- | --------- |
| Arrivées            |                                  |            |                        |                        |                      |           |
| Miguel Cardoso      | Portugal                         | Entraîneur | Transfert              | Rio Ave FC             | Primeira Liga        | Référence |
| Alexandre Olliero   | France                           | Gardien    | Retour de prêt         | Chamois niortais       | Ligue 2              | -         |
| Fábio               | Brésil                           | Défenseur  | Transfert              | Middlesbrough FC       | EFL Championship     | Référence |
| Kara Mbodj          | Sénégal                          | Défenseur  | Prêt avec OA           | RSC Anderlecht         | Jupiler Pro League   | Référence |
| Matt Miazga         | États-Unis                       | Défenseur  | Prêt avec OA           | Chelsea FC             | Premier League       | Référence |
| Charles Traoré      | Mali                             | Défenseur  | Transfert              | ES Troyes AC           | Ligue 2              | Référence |
| Anthony Walongwa    | République démocratique du Congo | Défenseur  | Retour de prêt         | Grenoble Foot 38       | National             | -         |
| Gabriel Boschilia   | Brésil                           | Milieu     | Prêt avec OA           | AS Monaco              | Ligue 1              | Référence |
| Lucas Evangelista   | Brésil                           | Milieu     | Transfert              | Udinese Calcio         | Serie A              | Référence |
| Rene Krhin          | Slovénie                         | Milieu     | Levée d'option d'achat | Grenade CF             | Liga                 | Référence |
| Anthony Limbombe    | Belgique                         | Milieu     | Transfert              | Club Bruges            | Jupiler Pro League   | Référence |
| Queensy Menig       | Pays-Bas                         | Milieu     | Retour de prêt         | PEC Zwolle             | Eredivisie           | -         |
| Majeed Waris        | Ghana                            | Attaquant  | Prêt avec OA           | FC Porto               | Primeira Liga        | Référence |
| Départs             |                                  |            |                        |                        |                      |           |
| Claudio Ranieri     | Italie                           | Entraîneur | Contrat résilié        | Fulham FC              | Premier League       | Référence |
| David Alcibiade     | France                           | Défenseur  | Fin de contrat         | IC Croix               | National 2           | Référence |
| Chidozie Awaziem    | Nigeria                          | Défenseur  | Fin de prêt            | FC Porto               | Primeira Liga        | -         |
| Koffi Djidji        | Côte d'Ivoire                    | Défenseur  | Prêt avec OA           | Torino FC              | Serie A              | Référence |
| Léo Dubois          | France                           | Défenseur  | Fin de contrat         | Olympique lyonnais     | Ligue 1              | Référence |
| Yassine El Ghanassy | Belgique                         | Milieu     | Prêt                   | Al-Raed                | Saudi Premier League | Référence |
| Najib Gandi         | France                           | Milieu     | Fin de contrat         | -                      | -                    | -         |
| Jules Iloki         | France                           | Milieu     | Fin de contrat         | Concordia Chiajna      | Liga I               | Référence |
| Adrien Thomasson    | France                           | Milieu     | Fin de contrat         | RC Strasbourg          | Ligue 1              | Référence |
| Yacine Bammou       | Maroc                            | Attaquant  | Transfert              | SM Caen                | Ligue 1              | Référence |
| Préjuce Nakoulma    | Burkina Faso                     | Attaquant  | Contrat résilié        | Çaykur Rizespor        | Süper Lig            | Référence |
| Mariusz Stępiński   | Pologne                          | Attaquant  | Levée d'option d'achat | Chievo Vérone          | Serie A              | Référence |

| Nom                  | Nationalité        | Poste      | Transfert       | Provenance/Destination | Division    | Référence |
| -------------------- | ------------------ | ---------- | --------------- | ---------------------- | ----------- | --------- |
| Arrivées             |                    |            |                 |                        |             |           |
| Vahid Halilhodžić    | Bosnie-Herzégovine | Entraîneur | Libre           | -                      | -           | Référence |
| Départs              |                    |            |                 |                        |             |           |
| Miguel Cardoso       | Portugal           | Entraîneur | Contrat résilié | Celta Vigo             | La Liga     | Référence |
| Alexis Alégué        | Cameroun           | Milieu     | Prêt            | Tours FC               | National    | Référence |
| Alexander Kačaniklić | Suède              | Milieu     | Contrat résilié | Hammarby IF            | Allsvenskan | Référence |
| Kolbeinn Sigthórsson | Islande            | Attaquant  | Contrat résilié | AIK Fotboll            | Allsvenskan | Référence |

| Nom               | Nationalité | Poste     | Transfert       | Provenance/Destination | Division           | Référence |
| ----------------- | ----------- | --------- | --------------- | ---------------------- | ------------------ | --------- |
| Arrivées          |             |           |                 |                        |                    |           |
| Edgar Ié          | Portugal    | Défenseur | Prêt avec OA    | LOSC Lille             | Ligue 1            | Référence |
| Valentin Eysseric | France      | Milieu    | Prêt avec OA    | ACF Fiorentina         | Serie A            | Référence |
| Antonio Mance     | Croatie     | Attaquant | Prêt avec OA    | FK AS Trenčín          | Fortuna Liga       | Référence |
| Départs           |             |           |                 |                        |                    |           |
| Kara Mbodj        | Sénégal     | Défenseur | Prêt interrompu | RSC Anderlecht         | Jupiler Pro League | Référence |
| Matt Miazga       | États-Unis  | Défenseur | Prêt interrompu | Reading FC             | Championship       | Référence |
| Santy Ngom        | Sénégal     | Attaquant | Prêt sans OA    | AS Nancy-Lorraine      | Ligue 2            | Référence |
| Emiliano Sala     | Argentine   | Attaquant | Transfert       | Cardiff City           | Premier League     | Référence |

## Matchs de la saison

### Matchs officiels de la saison
Le club est engagé dans trois compétitions : la Ligue 1 (51e participation), la Coupe de France (76e participation) et la Coupe de la Ligue (25e participation).
- La Ligue 1 2018-2019 est la quatre-vingtième édition du championnat de France de football et la seizième sous l'appellation « Ligue 1 ». La division oppose vingt clubs en une série de trente-huit rencontres. Les meilleurs de ce championnat se qualifient pour les coupes d'Europe que sont la Ligue des champions (le podium) et la Ligue Europa (le quatrième et les vainqueurs des coupes nationales). Le FC Nantes participe à cette compétition pour la cinquante-et-unième fois de son histoire.
- La Coupe de France 2018-2019 est la 102e édition de la coupe de France, une compétition à élimination directe mettant aux prises tous les clubs de football amateurs et professionnels à travers la France métropolitaine et les DOM-TOM. Elle est organisée par la FFF et ses ligues régionales.
- La Coupe de la Ligue 2018-2019 est la 25e édition de la Coupe de la Ligue, compétition à élimination directe organisée par la Ligue de football professionnel (LFP) depuis 1994, qui rassemble uniquement les clubs professionnels de Ligue 1, Ligue 2 et National.

#### Classement
| Rang | Équipe                 | Pts | J  | G  | N  | P  | Bp | Bc | Diff | Qualification ou relégation                                             |
| ---- | ---------------------- | --- | -- | -- | -- | -- | -- | -- | ---- | ----------------------------------------------------------------------- |
| 9    | Nîmes Olympique P      | 53  | 38 | 15 | 8  | 15 | 57 | 58 | −1   |                                                                         |
| 10   | Stade rennais FC C     | 52  | 38 | 13 | 13 | 12 | 55 | 52 | +3   | Qualification pour la phase de groupes de la Ligue Europa               |
| 11   | RC Strasbourg Alsace L | 49  | 38 | 11 | 16 | 11 | 58 | 48 | +10  | Qualification pour le deuxième tour de qualification de la Ligue Europa |
| 12   | FC Nantes              | 48  | 38 | 13 | 9  | 16 | 48 | 48 | 0    |                                                                         |
| 13   | Angers SCO             | 46  | 38 | 10 | 16 | 12 | 44 | 49 | −5   |                                                                         |
| 14   | Girondins de Bordeaux  | 41  | 38 | 10 | 11 | 17 | 34 | 42 | −8   |                                                                         |
| 15   | Amiens SC              | 38  | 38 | 9  | 11 | 18 | 31 | 52 | −21  |                                                                         |

## Statistiques

### Statistiques collectives
| Compétition       | Débute au tour | Termine       | Matches joués | Gagnés | Nuls | Perdus | Buts pour | Buts contre | Différence | Cartons jaunes | Cartons rouges |
| ----------------- | -------------- | ------------- | ------------- | ------ | ---- | ------ | --------- | ----------- | ---------- | -------------- | -------------- |
| Ligue 1           | -              | -             | 38            | 13     | 9    | 16     | 48        | 48          | 0          | 73             | 6              |
| Coupe de France   | 1/32 de finale | 1/2 finale    | 5             | 4      | 0    | 1      | 9         | 4           | +5         | 5              | 1              |
| Coupe de la Ligue | 1/16 de finale | 1/8 de finale | 2             | 1      | 0    | 1      | 4         | 2           | +2         | 6              | 0              |
| Total             | -              | -             | 45            | 18     | 9    | 18     | 61        | 54          | +7         | 84             | 7              |

### Canari du Mois
Le FC Nantes a mis en place en 2017-2018, un système permettant aux supporters de voter pour le meilleur joueur nantais durant chaque mois de l'année. (Entre parenthèses, le nombre de trophées remportés par le joueur.)
| Mois                          | Lauréat                |
| ----------------------------- | ---------------------- |
| Août 2018                     | Emiliano Sala (3)      |
| Septembre 2018                | Ciprian Tătărușanu (3) |
| Octobre 2018                  | Abdoulaye Touré (3)    |
| Novembre 2018                 | Emiliano Sala (4)      |
| Décembre 2018                 | Abdoulaye Touré (4)    |
| Janvier 2019                  | Nicolas Pallois (2)    |
| Février 2019                  | Nicolas Pallois (3)    |
| Mars 2019                     | Nicolas Pallois (4)    |
| Avril 2019                    | Kalifa Coulibaly (1)   |
| Canari de la saison 2018-2019 | Nicolas Pallois        |

### Équipe type
| Tătărușanu Kwateng Diego Carlos Pallois Lima Rongier (c) Touré Moutoussamy Waris Coulibaly Boschilia ou Limbombe |
| Équipe type du FC Nantes lors de la saison 2018-2019.                                                            |
| Tătărușanu Kwateng Diego Carlos Pallois Lima Rongier (c) Touré Moutoussamy Waris Coulibaly Boschilia ou Limbombe |

| no | Joueur             | Nat. | Poste             | MJ | Doublure          | MJ |
| -- | ------------------ | ---- | ----------------- | -- | ----------------- | -- |
| 30 | Ciprian Tătărușanu |      | Gardien de but    | 27 | Maxime Dupé       | 11 |
| 25 | Enock Kwateng      |      | Latéral droit     | 30 | Fábio             | 20 |
| 3  | Diego Carlos       |      | Défenseur central | 35 | Edgar Ié          | 9  |
| 4  | Nicolas Pallois    |      | Défenseur central | 24 | Matt Miazga       | 8  |
| 6  | Lucas Lima         |      | Latéral gauche    | 31 | Charles Traoré    | 13 |
| 28 | Valentin Rongier   |      | Milieu relayeur   | 36 | Rene Krhin        | 16 |
| 19 | Abdoulaye Touré    |      | Milieu défensif   | 34 | Andrei Girotto    | 20 |
| 18 | Samuel Moutoussamy |      | Milieu relayeur   | 28 | Lucas Evangelista | 14 |
| 10 | Majeed Waris       |      | Ailier droit      | 33 | Valentin Eysseric | 5  |
| 7  | Kalifa Coulibaly   |      | Attaquant         | 32 | Emiliano Sala     | 19 |
| 12 | Gabriel Boschilia  |      | Ailier gauche     | 29 | Anthony Limbombe  | 29 |

## Business Club FC Nantes
- Club Entreprises du FC Nantes[2]
  - Anvolia
  - Flamino
  - France Confort Habitat
  - LNA Santé
  - Maisons Pierre
  - Manitou
  - Nantes Métropole
  - New Balance
  - Parions Sport
  - Proginov
  - Synergie

## Affluence et télévision

### Affluence
L'affluence à domicile du FC Nantes atteint un total :
- de 478 519 spectateurs en 19 rencontres de Ligue 1, soit une moyenne de 25 185/match.
- de 19 655 spectateurs en 2 rencontres de Coupe de France, soit une moyenne de 9 828/match.
- de 498 174 spectateurs en 21 rencontres toutes compétitions confondues, soit une moyenne de 23 723/match.

Affluence du FC Nantes à domicile

### Retransmission télévisée
| Diffuseur    | Rencontres |
| ------------ | ---------- |
| beIN Sports  | 29         |
| Canal+       | 7          |
| Eurosport 2  | 5          |
| Canal+ Sport | 4          |
| Total        | 45         |